# بيتر أندرسون (لاعب كرة سلة)
بيتر أندرسون (بالسويدية: Peter Andersson)‏ (11 يوليو 1958 بفيستيروس في السويد - ) هو لاعب كرة سلة سويدي في مركز الهجوم خلفي، شارك في الألعاب الأولمبية الصيفية 1980. ولعب مع سودرتاليا كينغ.

## وصلات خارجية
- بيتر أندرسون على موقع الاتحاد الدولي لكرة السلة (الإنجليزية)
- بيتر أندرسون على موقع سبورتس رفرنس (الإنجليزية)
- بيتر أندرسون على موقع أوليمبيديا (الإنجليزية)
- بيتر أندرسون على موقع اللجنة الأولمبية السويدية (السويدية)